# José Vicente Nácher
José Vicente Nácher Tatay CM (Valencia, 10 de abril de 1964) es un eclesiástico misionero, sociólogo y teólogo católico español, afincado en Honduras. Es el actual arzobispo de Tegucigalpa, desde enero de 2023.

## Biografía
José Vicente nació el 10 de abril de 1964, en el barrio Monteolivete de la ciudad española de Valencia. Hijo de Vicente Nácher Luz y María Mercedes Tatay Romero.
Tras realizar estudios, obtuvo la licenciatura en Sociología en la Universidad de Alicante.
En 1985, ingresó en el Seminario Mayor de la Congregación de la Misión de Barcelona y realizó los estudios eclesiásticos, afiliado a la Facultad de Teología de Cataluña.

### Vida religiosa
Estuvo vinculado desde su infancia a la parroquia de Monteolivete, encargada a los Padres Paúles.
Realizó su profesión solemne el 20 de enero de 1990, en la Congregación de la Misión. Su ordenación sacerdotal fue el 26 de octubre de 1991, en la Catedral de Valencia, a manos del arzobispo Miguel Roca Cabanellas.
Tras su ordenación, estuvo destinado en Alicante, donde estuvo encargado de las misiones populares y pastoral juvenil durante nueve años. Posteriormente estuvo tres años en Valencia.
En el 2000, fue enviado como misionero a Honduras, y desempeñó los siguientes ministerios:
- Párroco de San Vicente de Paúl de San Pedro Sula (2000-2005).
- Párroco de San José en Puerto Lempira (2006-2016).
- Vicario episcopal de la zona indígena La Mosquitia, en la Diócesis de Trujillo en Honduras.[6]
- Párroco de San Vicente de Paúl en San Pedro Sula, desde 2016.
- Superior regional de la Congregación de la Misión en Honduras, desde 2016.

Impulsó la creación del proyecto educativo «Brotes Nuevos», que abrió en 2005 con la ayuda de las Hijas de la Caridad de San Vicente de Paúl, como consecuencia a la difícil situación de violencia de Puerto Lempira. El segundo centro se denomina «Asla Wapaia», (Juntos Caminando), y lleva en marcha diez años atendiendo diferentes actividades.
Entre sus proyectos figura también la creación de la radio parroquial «Kupia Kumi», con energía renovable procedente de la luz solar como medio de evangelización, de formación y de comunicación entre los habitantes de la región de La Mosquitia que carecen de medios de acceso a internet o cobertura telefónica.

### Episcopado
El 26 de enero de 2023, el papa Francisco lo nombró arzobispo de Tegucigalpa. Fue consagrado el 25 de marzo del mismo año, en la Basílica de Suyapa, a manos del cardenal Óscar Andrés Rodríguez Maradiaga SDB. Tomó posesión canónica el mismo día de su ordenación.
El 29 de junio de 2023, en una ceremonia en la Basílica de San Pedro, recibió el palio arzobispal de manos del papa Francisco. El 8 de agosto del mismo año, en una ceremonia en la Basílica de Suyapa, recibió la imposición del palio arzobispal de manos del arzobispo Gábor Pintér.